# Arrondissement d'Amersfoort
L'arrondissement d'Amersfoort est une ancienne subdivision administrative française du département du Zuyderzée créée le 1er janvier 1811 et supprimée le 11 avril 1814 à la chute de l'Empire.

## Composition
Il comprenait les cantons de :
- Amersfoort
- Rhenen
- Wijk bij Duurstede.